# (7501) Farra
(7501) Farra ist ein Asteroid des äußeren Hauptgürtels, der am 9. November 1996 am italienischen Farra-d’Isonzo-Observatorium (IAU-Code 595) in der Region Friaul-Julisch Venetien entdeckt wurde.
Der Himmelskörper wurde am 2. Februar 1999 nach der Gemeinde Farra d’Isonzo in Italien benannt, dem Standort des Farra-d’Isonzo-Observatoriums, an dem der Asteroid entdeckt wurde.